# Park Gwiezdnego Nieba „Bieszczady”
Park Gwiezdnego Nieba „Bieszczady” – polski park ciemnego nieba, znajdujący się w Bieszczadach Zachodnich, w województwie podkarpackim. Utworzony został 8 marca 2013 roku w Lutowiskach i zajmuje powierzchnię 113 846,41 ha, obejmując obszar Bieszczadzkiego Parku Narodowego oraz dwóch parków krajobrazowych: Cisniańsko-Wetlińskiego i Doliny Sanu.
Jest to drugi park tego typu w Polsce (obok Izerskiego Parku Ciemnego Nieba) i drugi pod względem wielkości w Europie (po parku Brecon Beacons w Wielkiej Brytanii). Park ten wpisuje się w obszar polsko-słowacko-ukraińskiego Międzynarodowego Rezerwatu Biosfery „Karpaty Wschodnie”. Wspólnie z sąsiednim Parkiem Ciemnego Nieba „Połoniny” na Słowacji oraz Transkarpackim Parkiem Ciemnego Nieba na Ukrainie tworzą pierwszy na świecie potrójny park ciemnego nieba. Trójpark Ciemnego Nieba Karpaty Wschodnie zajmują powierzchnię ponad 208 tysięcy ha.
Park nie posiada podstawy prawnej, jest powoływany na podstawie umowy między odpowiednimi instytucjami oraz w porozumieniu z lokalnymi władzami gminnymi. Celem istnienia parku jest przede wszystkim zachowanie nocnego nieba od nadmiaru światła, dzięki czemu możliwe jest obserwowanie gwiazd, a co jest obecnie w miastach i wokół nich mocno ograniczone. Ponadto celem jest również zwrócenie uwagi na sam problem nadmiernego „zanieczyszczania” nocnego nieba sztucznym światłem oraz propagowanie ochrony środowiska nocnego.